# Falluja
Falluja (in arabo الفلوجة‎?, al-Fallūja; talvolta scritta come Fallujah o Fallugia) è una città del governatorato di al-Anbar in Iraq, situata sull'Eufrate, circa 69 km ad ovest di Baghdad.

## Storia
Falluja ai tempi di Babilonia ospitò un'importante accademia ebraica per vari secoli. Crebbe da piccola città nel 1947 a una popolazione di 425 774 abitanti nel 2003, prima dell'inizio della guerra. In Iraq è conosciuta come la "città delle moschee" per le oltre 200 moschee nella città e nei villaggi circostanti. È uno dei luoghi più importanti per l'Islam sunnita nella regione.
Nel 2003 è stata coinvolta nella seconda guerra del Golfo. Considerata dal comando angloamericano una irriducibile roccaforte degli insorti sunniti e degli elementi della resistenza irachena, fu teatro di alcuni dei più aspri e violenti combattimenti urbani del conflitto, con un numero elevatissimo di vittime civili. Nel 2004 l'uccisione e lo scempio dei cadaveri di 4 operatori di sicurezza dell'agenzia militare privata Blackwater in un'imboscata a Falluja spinse le forze militari statunitensi ad avviare un'ampia operazione per riprendere il controllo militare sulla città (prima battaglia di Falluja).
La guerra ha danneggiato circa il 60% degli edifici di cui il 20% totalmente distrutti, incluse 60 moschee della città provocando un elevato numero di vittime. La popolazione attuale è sconosciuta, ma si stima che nel 2006 gli abitanti fossero 250 000-300 000. L'utilizzo di ordigni al fosforo bianco e all'uranio impoverito su Falluja durante la seconda guerra del Golfo è stato al centro di polemiche, scaturite nel novembre 2005 da un servizio giornalistico di Rainews24.
Il 5 gennaio 2014, dopo 6 giorni di scontri e più di 60 morti, la città viene conquistata dai miliziani dello Stato Islamico dell'Iraq e del Levante (ex affiliato di Al-Qaeda), che issano le bandiere nere, simbolo del gruppo terroristico, nel centro della città.
Il 23 marzo 2016 inizia un'operazione da parte dell'esercito iracheno per liberare i villaggi attorno a Falluja. Il 30 marzo, con la copertura aerea dell'esercito statunitense, le forze irachene entrano in città. Il 27 giugno viene considerata dall'esercito iracheno ufficialmente liberata.